# Otto e mezzo (ventiduesima edizione)
La ventiduesima edizione del programma televisivo Otto e mezzo, composta da 203 puntate, è stata trasmessa sul canale televisivo LA7 dal 5 settembre 2022 al 30 giugno 2023.
L'edizione è condotta da Lilli Gruber e diretta da Luciano Fontana. Ogni puntata include Il Punto di Paolo Pagliaro.
Le puntate 172 e 173 sono eccezionalmente condotte da Giovanni Floris.
| nº  | Titolo                                                                                      | Ospiti                                                                                                 | Prima TV          |
| --- | ------------------------------------------------------------------------------------------- | --- | ----------------- |
| 1   | Chi si fida della "nuova" Giorgia Meloni                                                    | Carlo De Benedetti, Lina Palmerini, Massimo Giannini                                                   | 5 settembre 2022  |
| 2   | Letta: la destra un rischio per la democrazia                                               | Sarina Biraghi, Marco Travaglio, Beppe Severgnini                                                      | 6 settembre 2022  |
| 3   | Letta: la vera Meloni è quella di Vox                                                       | Mariolina Sattanino, Lucio Caracciolo, Diego Bianchi, Tomaso Montanari                                 | 7 settembre 2022  |
| 4   | Da Londra a Roma, il tempo della storia                                                     | Monica Guerzoni, Michele Santoro, Beppe Severgnini                                                     | 8 settembre 2022  |
| 5   | Per chi vota Peppa Pig                                                                      | Rosi Braidotti, Andrea Scanzi, Giovanni Floris, Alessandro Giuli                                       | 9 settembre 2022  |
| 6   | Letta-Meloni, partita aperta?                                                               | Franco Bernabè, Antonio Padellaro, Aldo Cazzullo, Sarina Biraghi                                       | 12 settembre 2022 |
| 7   | Blitz sul tetto agli stipendi, ira di Draghi                                                | Luisa Todini, Pier Luigi Bersani, Stefano Feltri                                                       | 13 settembre 2022 |
| 8   | Ombre straniere sul voto italiano                                                           | Mario Monti, Lina Palmerini, Massimo Cacciari                                                          | 14 settembre 2022 |
| 9   | Ungheria e Russia, il voto si avvelena                                                      | Letizia Moratti, Beppe Severgnini, Massimo Giannini, Lucio Caracciolo                                  | 15 settembre 2022 |
| 10  | Draghi attacca Salvini e richiama Meloni                                                    | Barbara Fiammeri, Marco Travaglio, Alessandro Sallusti, Antonio Scurati                                | 16 settembre 2022 |
| 11  | Giorgia Meloni: tutti contro di noi                                                         | Maura Gancitano, Paolo Mieli, Alessandro Sallusti, Andrea Scanzi                                       | 19 settembre 2022 |
| 12  | Meloni-Letta e il "bivio storico"                                                           | Mariolina Sattanino, Antonio Padellaro, Lucio Caracciolo, Stefano Zurlo                                | 20 settembre 2022 |
| 13  | Prodi: Putin, le destre e il voto italiano                                                  | Romano Prodi, Lina Palmerini, Lucio Caracciolo                                                         | 21 settembre 2022 |
| 14  | Destra unita in piazza, ma al governo?                                                      | Sarina Biraghi, Alessandro De Angelis, Giuliano Guida Bardi, Tomaso Montanari                          | 22 settembre 2022 |
| 15  | Da lunedì la "pacchia" è finita, ma per chi?                                                | Silvia Sciorilli Borrelli, Marco Travaglio, Massimo Giannini, Alessandro Giuli                         | 23 settembre 2022 |
| 16  | Comincia l'Italia di Giorgia Meloni                                                         | Ángela Rodicio, Marco Travaglio, Alessandro Giuli, Massimo Giannini                                    | 26 settembre 2022 |
| 17  | Giorgia Meloni e il problema Salvini                                                        | Mariolina Sattanino, Aldo Cazzullo, Giovanni Di Lorenzo, Andrea Scanzi                                 | 27 settembre 2022 |
| 18  | Meloni-Salvini e il rebus governo                                                           | Lina Palmerini, Massimo Cacciari, Beppe Severgnini, Francesco Specchia                                 | 28 settembre 2022 |
| 19  | PD, è Bonaccini l'anti-Meloni?                                                              | Stefano Bonaccini, Monica Guerzoni, Luca Telese                                                        | 29 settembre 2022 |
| 20  | Meloni: "Noi demonizzati, ora uniremo"                                                      | Rosi Braidotti, Alessandro Sallusti, Giovanni Floris, Lucio Caracciolo                                 | 30 settembre 2022 |
| 21  | Giorgia Meloni tra veti e avvertimenti                                                      | Mario Monti, Marco Travaglio, Giorgia Serughetti, Alessandro Giuli                                     | 3 ottobre 2022    |
| 22  | Meloni-Salvini, che destra sarà                                                             | Ezio Mauro, Ángela Rodicio, Stefano Zurlo                                                              | 4 ottobre 2022    |
| 23  | Veltroni, come salvare il PD                                                                | Walter Veltroni, Lina Palmerini, Andrea Scanzi                                                         | 5 ottobre 2022    |
| 24  | Letta: l'opposizione ci farà bene                                                           | Elisabetta Gualmini, Alessandro Sallusti, Beppe Severgnini, Massimo Giannini                           | 6 ottobre 2022    |
| 25  | Meloni tace, l'Europa la studia                                                             | Alessandra Galloni, Massimo Cacciari, Giovanni Floris, Lucio Caracciolo                                | 7 ottobre 2022    |
| 26  | Meloni, governo nuovo e vecchi amici                                                        | Mariolina Sattanino, Alessandro Giuli, Orietta Moscatelli, Tomaso Montanari, Stefano Feltri            | 10 ottobre 2022   |
| 27  | Governo Meloni, scontro tra alleati                                                         | Marco Travaglio, Laura Tecce, Massimo Giannini                                                         | 11 ottobre 2022   |
| 28  | Per Giorgia Meloni tutto in alto mare                                                       | Franco Bernabè, Lina Palmerini, Antonio Padellaro                                                      | 12 ottobre 2022   |
| 29  | La Russa presidente grazie all'opposizione                                                  | Pier Luigi Bersani, Monica Guerzoni, Luigi Contu, Francesco Specchia                                   | 13 ottobre 2022   |
| 30  | La Russa-Fontana, il volto della destra                                                     | Antonella Viola, Lucio Caracciolo, Alessandro De Angelis, Alessandro Sallusti                          | 14 ottobre 2022   |
| 31  | Meloni-Berlusconi, vince Giorgia                                                            | Lina Palmerini, Alessandro Giuli, Rosi Braidotti, Andrea Scanzi                                        | 17 ottobre 2022   |
| 32  | Berlusconi show, governo Meloni in alto mare                                                | Laura Boldrini, Francesco Specchia, Marco Travaglio                                                    | 18 ottobre 2022   |
| 33  | Meloni: chiarezza o salta tutto                                                             | Sarina Biraghi, Lucio Caracciolo, Alessandro De Angelis, Beppe Severgnini                              | 19 ottobre 2022   |
| 34  | L'ombra di Berlusconi sul governo Meloni                                                    | Flavia Perina, Massimo Giannini, Alessandro Sallusti, John Hooper                                      | 20 ottobre 2022   |
| 35  | Il governo Meloni e la destra al potere                                                     | Mariolina Sattanino, Massimo Giannini, Italo Bocchino, Tomaso Montanari                                | 21 ottobre 2022   |
| 36  | Meloni verso la fiducia, Salvini sgomita                                                    | Antonella Viola, Marco Travaglio, Francesco Specchia, Massimo Giannini                                 | 24 ottobre 2022   |
| 37  | Meloni, fiducia tra programma e comizio                                                     | Lina Palmerini, Massimo Cacciari, Alessandro Giuli, Andrea Scanzi                                      | 25 ottobre 2022   |
| 38  | Governo Meloni, agenda Berlusconi?                                                          | Annalisa Cuzzocrea, Italo Bocchino, Pino Corrias, Lucio Caracciolo                                     | 26 ottobre 2022   |
| 39  | Meloni, fiducia tra programma e comizio                                                     | Laura Tecce, Stefano Feltri, Paolo Giordano, Tomaso Montanari                                          | 27 ottobre 2022   |
| 40  | Meloni, colpo di spugna sul COVID?                                                          | Antonella Viola, Alessandro Sallusti, Mariolina Sattanino, Antonio Padellaro                           | 28 ottobre 2022   |
| 41  | Meloni parte da giustizia, COVID e rave party                                               | Silvia Sciorilli Borrelli, Marco Travaglio, Massimo Giannini, Italo Bocchino                           | 31 ottobre 2022   |
| 42  | Meloni: primo decreto, prima bufera                                                         | Michela Murgia, Alessandro Giuli, Beppe Severgnini                                                     | 1º novembre 2022  |
| 43  | Rave, COVID e Moratti: prime crepe a destra?                                                | Lina Palmerini, Giovanni Floris, Andrea Scanzi, Francesco Specchia                                     | 2 novembre 2022   |
| 44  | Meloni all'Europa: "Non siamo marziani"                                                     | Angela Mariella, Paolo Mieli, Michele Santoro                                                          | 3 novembre 2022   |
| 45  | Giorgia Meloni alla prova dei conti                                                         | Pier Luigi Bersani, Monica Guerzoni, Alessandro Sallusti, Marco Tarchi                                 | 4 novembre 2022   |
| 46  | Giorgia Meloni, pugno di ferro sui migranti                                                 | Lina Palmerini, Stefano Feltri, Italo Bocchino, Andrea Scanzi                                          | 7 novembre 2022   |
| 47  | Migranti, linea dura o propaganda?                                                          | Serena Dandini, Massimo Giannini, Alessandro Giuli, Marco Travaglio                                    | 8 novembre 2022   |
| 48  | Meloni, Trump e la destra che urla                                                          | Rosi Braidotti, Beppe Severgnini, Laura Tecce, Alessandro De Angelis                                   | 9 novembre 2022   |
| 49  | Meloni-Macron, a chi conviene lo scontro                                                    | Franco Bernabè, Tonia Cartolano, Lucio Caracciolo                                                      | 10 novembre 2022  |
| 50  | Meloni-Macron, chi ha truccato le carte?                                                    | Luigi Zanda, Monica Guerzoni, Antonio Padellaro, Francesco Specchia                                    | 11 novembre 2022  |
| 51  | Migranti: Italia "grande perdente"                                                          | Anna Bonalume, Massimo Cacciari, Massimo Giannini, Italo Bocchino                                      | 14 novembre 2022  |
| 52  | Missili sulla Polonia, la guerra si allarga?                                                | Lucio Caracciolo, Beppe Severgnini, Tomaso Montanari                                                   | 15 novembre 2022  |
| 53  | Meloni: "Non cambia di chi sono i missili"                                                  | Lucio Caracciolo, Cecilia Strada, Francesco Specchia, Marco Travaglio                                  | 16 novembre 2022  |
| 54  | Sinistra: come si sfida Giorgia Meloni?                                                     | Lina Palmerini, Angela Mariella, Stefano Feltri, Andrea Scanzi                                         | 17 novembre 2022  |
| 55  | Meloni, PD e Lombardia: parla Letizia Moratti                                               | Letizia Moratti, Massimo Giannini, Alessandro Giuli                                                    | 18 novembre 2022  |
| 56  | Giorgia Meloni fra promesse e realtà                                                        | Evelina Christillin, Stefano Feltri, Italo Bocchino, Alessandro De Angelis                             | 21 novembre 2022  |
| 57  | Giorgia Meloni e i conti con la stampa                                                      | Lina Palmerini, Massimo Giannini, Alessandro Giuli, Marco Travaglio                                    | 22 novembre 2022  |
| 58  | La manovra di destra e la sinistra divisa                                                   | Pier Luigi Bersani, Brunella Bolloli, Beppe Severgnini, Andrea Scanzi                                  | 23 novembre 2022  |
| 59  | Gratteri al tempo del governo Meloni                                                        | Nicola Gratteri, Massimo Giannini                                                                      | 24 novembre 2022  |
| 60  | Stampa e Giorgia Meloni: storie tese                                                        | Roberta Jannuzzi, Antonio Padellaro, Stefano Feltri, Alessandro Sallusti                               | 25 novembre 2022  |
| 61  | Ischia e le lacrime di coccodrillo                                                          | Tonia Cartolano, Alessandro Gassmann, Alessandro Giuli, Andrea Scanzi                                  | 28 novembre 2022  |
| 62  | Giorgia Meloni tra contanti e condoni                                                       | Mariolina Sattanino, Marco Travaglio, Alessandro Sallusti                                              | 29 novembre 2022  |
| 63  | Italia fra guerra, manovra e Juventus                                                       | Lucio Caracciolo, Pino Corrias, Brunella Bolloli, Beppe Severgnini, Carlo Centemeri                    | 30 novembre 2022  |
| 64  | Armi all'Ucraina, i pacifisti hanno perso?                                                  | Monica Guerzoni, Michele Santoro, Italo Bocchino                                                       | 1º dicembre 2022  |
| 65  | Elly Schlein, l'anti-Meloni del PD?                                                         | Elly Schlein, Lina Palmerini, Massimo Giannini                                                         | 2 dicembre 2022   |
| 66  | Le critiche di Bankitalia, gli appunti di Giorgia                                           | Mariolina Sattanino, Alessandro Giuli, Massimo Cacciari, Tomaso Montanari                              | 5 dicembre 2022   |
| 67  | Giustizia, Giorgia Meloni come Berlusconi?                                                  | Ileana Sciarra, Italo Bocchino, Marco Travaglio                                                        | 6 dicembre 2022   |
| 68  | Giorgia Meloni e la politica dell'odio                                                      | Annalisa Cuzzocrea, Antonella Viola, Andrea Scanzi, Francesco Specchia                                 | 7 dicembre 2022   |
| 69  | Vincitori e vinti dell'Italia di Giorgia Meloni                                             | Rosi Braidotti, Stefano Zurlo, Antonio Padellaro, Lucio Caracciolo                                     | 8 dicembre 2022   |
| 70  | Giorgia Meloni tra Europa, fisco e febbre                                                   | Massimo Giannini, Marco Travaglio, Italo Bocchino                                                      | 9 dicembre 2022   |
| 71  | Da Bruxelles a Roma, corruzione all'italiana                                                | Mariolina Sattanino, Alessandro Giuli, Stefano Massini, Marco Travaglio                                | 12 dicembre 2022  |
| 72  | Qatargate: questione morale a sinistra?                                                     | Brunella Bolloli, Stefano Feltri, Beppe Severgnini, Andrea Scanzi                                      | 13 dicembre 2022  |
| 73  | Il Qatargate e la politica a libro paga                                                     | Ileana Sciarra, Silvia Sciorilli Borrelli, Marco Travaglio, Francesco Specchia                         | 14 dicembre 2022  |
| 74  | Qatargate: è in arrivo la valanga                                                           | Antonio Padellaro, Italo Bocchino, Alessandro De Angelis, Marianna Giusti                              | 15 dicembre 2022  |
| 75  | Quanto ci costa davvero il Qatargate                                                        | Franco Bernabè, Lina Palmerini, Giovanni Floris, Antonella Viola                                       | 16 dicembre 2022  |
| 76  | Meloni e Qatargate: la sinistra smarrita                                                    | Mariolina Sattanino, Antonio Padellaro, Pierfrancesco Majorino, Alessandro Sallusti                    | 19 dicembre 2022  |
| 77  | Bersani e la sinistra degli affari                                                          | Pier Luigi Bersani, Beppe Severgnini, Brunella Bolloli, Stefano Feltri                                 | 20 dicembre 2022  |
| 78  | Meloni e il guazzabuglio della manovra                                                      | Flavia Perina, Stefano Zurlo, Marco Travaglio, Massimo Giannini                                        | 21 dicembre 2022  |
| 79  | Manovra: ma la destra non era "pronta"?                                                     | Mario Monti, Silvia Sciorilli Borrelli, Andrea Scanzi, Lucio Caracciolo                                | 22 dicembre 2022  |
| 80  | Giorgia Meloni e la sua Italia pre-moderna                                                  | Lina Palmerini, Massimo Giannini, Alessandro Giuli, Tomaso Montanari                                   | 23 dicembre 2022  |
| 81  | Giorgia Meloni da Bolsonaro a Von Der Leyen                                                 | Mariolina Sattanino, Massimo Cacciari, Marco Travaglio, Alessandro Sallusti                            | 9 gennaio 2023    |
| 82  | Quanto costerà la benzina a Giorgia Meloni                                                  | Lina Palmerini, Italo Bocchino, Davide Tabarelli, Andrea Scanzi                                        | 10 gennaio 2023   |
| 83  | Giorgia Meloni fa i conti con la realtà                                                     | Annalisa Cuzzocrea, Alessandro Giuli, Beppe Severgnini, Tomaso Montanari                               | 11 gennaio 2023   |
| 84  | Benzina, le giravolte del governo                                                           | Giulia Cardini, Francesco Specchia, Antonio Padellaro, Alessandro De Angelis                           | 12 gennaio 2023   |
| 85  | Destra contro l'Europa: "Giù le mani dalla casa"                                            | Brunella Bolloli, Anna Falcone, Lucio Caracciolo, Massimo Giannini                                     | 13 gennaio 2023   |
| 86  | Chi ha paura dei segreti di Messina Denaro                                                  | Fiorenza Sarzanini, Alessandro Sallusti, Saverio Lodato, Pino Corrias                                  | 16 gennaio 2023   |
| 87  | Anche i boss mafiosi parlano al telefono                                                    | Lina Palmerini, Italo Bocchino, Marco Travaglio                                                        | 18 gennaio 2023   |
| 88  | Nordio: La politica non sia supina ai pm anti-mafia                                         | Brunella Bolloli, Andrea Scanzi, Paolo Mieli, Stefano Feltri                                           | 19 gennaio 2023   |
| 89  | Il governo Meloni e il PD afono                                                             | Paola De Micheli, Massimo Giannini, Beppe Severgnini, Francesco Specchia                               | 20 gennaio 2023   |
| 90  | Giustizia, Giorgia Meloni blinda Nordio                                                     | Mariolina Sattanino, Gianrico Carofiglio, Giovanni Floris, Marco Tarchi                                | 23 gennaio 2023   |
| 91  | Benzina, Nordio e PD: parla Bersani                                                         | Pier Luigi Bersani, Flavia Perina, Marco Travaglio                                                     | 24 gennaio 2023   |
| 92  | La guerra fra carri armati e Sanremo                                                        | Jasmine Cristallo, Massimo Giannini, Italo Bocchino, Lucio Caracciolo                                  | 25 gennaio 2023   |
| 93  | Matteo Salvini all'ombra di Giorgia Meloni                                                  | Matteo Salvini, Alessandro De Angelis                                                                  | 26 gennaio 2023   |
| 94  | L'Italia e la memoria corta                                                                 | Elisabetta Gualmini, Lina Palmerini, Alessandro Giuli, Tomaso Montanari                                | 27 gennaio 2023   |
| 95  | Meloni: Lo Stato non si fa intimidire                                                       | Jasmine Cristallo, Gherardo Colombo, Alessandro Milan, Stefano Zurlo                                   | 30 gennaio 2023   |
| 96  | Destra-sinistra, scontro frontale                                                           | Andrea Orlando, Brunella Bolloli, Marco Travaglio                                                      | 31 gennaio 2023   |
| 97  | Il governo e le relazioni pericolose                                                        | Nadia Urbinati, Andrea Scanzi, Paolo Mieli, Italo Bocchino                                             | 1º febbraio 2023  |
| 98  | Donzelli-Delmastro, le risposte che mancano                                                 | Anna Falcone, Antonio Padellaro, Beppe Severgnini, Alessandro Giuli                                    | 2 febbraio 2023   |
| 99  | Meloni non risponde ma invoca unità                                                         | Fabio Volo, Massimo Giannini, Lucio Caracciolo, Brunella Bolloli                                       | 3 febbraio 2023   |
| 100 | Meloni all'attacco, opposizione schiantata?                                                 | Lina Palmerini, Luca Josi, Alessandro Giuli, Andrea Scanzi                                             | 6 febbraio 2023   |
| 101 | Il gioco sporco sul caso Cospito                                                            | Gianni Cuperlo, Mariolina Sattanino, Marco Travaglio                                                   | 7 febbraio 2023   |
| 102 | A Sanremo vince Mattarella                                                                  | Franco Bernabè, Flavia Perina, Stefano Feltri                                                          | 8 febbraio 2023   |
| 103 | Giorgia Meloni e il problema Europa                                                         | Massimo Cacciari, Monica Guerzoni, Italo Bocchino                                                      | 9 febbraio 2023   |
| 104 | Giorgia Meloni in Europa, successo o flop?                                                  | Tonia Cartolano, Alessandro De Angelis, Michela Mercuri, Marco Travaglio                               | 10 febbraio 2023  |
| 105 | La destra vince ancora, sinistra al palo                                                    | Lina Palmerini, Massimo Giannini, Marco Travaglio, Alessandro Sallusti                                 | 13 febbraio 2023  |
| 106 | Destra, sinistra e il deserto degli elettori                                                | Brunella Bolloli, Emma Ruzzon, Beppe Severgnini, Andrea Scanzi                                         | 14 febbraio 2023  |
| 107 | Bunga bunga, una storia da riscrivere?                                                      | Rosi Braidotti, Pino Corrias, Italo Bocchino                                                           | 15 febbraio 2023  |
| 108 | Giorgia Meloni e la febbre della sinistra                                                   | Mariolina Sattanino, Massimo Cacciari, Tomaso Montanari, Stefano Zurlo                                 | 16 febbraio 2023  |
| 109 | Giorgia Meloni e il giudizio dell'Europa                                                    | Paolo Gentiloni, Lina Palmerini                                                                        | 17 febbraio 2023  |
| 110 | Un anno di guerra, dov'è la vittoria?                                                       | Nathalie Tocci, Tomaso Montanari, Stefano Feltri, Italo Bocchino                                       | 20 febbraio 2023  |
| 111 | Zelensky: abbracci a Meloni, schiaffi a Berlusconi                                          | Orietta Moscatelli, Antonio Padellaro, Alessandro Giuli, Monica Guerzoni                               | 21 febbraio 2023  |
| 112 | Meloni, dopo Kiev i guai di Roma                                                            | Francesca Reggiani, Francesco De Palo, Massimo Giannini, Andrea Scanzi                                 | 22 febbraio 2023  |
| 113 | Un anno di guerra, bugie e polemiche                                                        | Marco Travaglio, Brunella Bolloli, Beppe Severgnini, Alfredo Bosco                                     | 23 febbraio 2023  |
| 114 | Giorgia Meloni e i richiami di Mattarella                                                   | Anna Falcone, Alessandro De Angelis, Paolo Nori, Fabrizio Tatarella                                    | 24 febbraio 2023  |
| 115 | Elly Schlein: è arrivata l'anti-Meloni                                                      | Jasmine Cristallo, Marco Travaglio, Monica Guerzoni, Italo Bocchino                                    | 27 febbraio 2023  |
| 116 | Schlein-Meloni, la sfida della radicalità                                                   | Carlo De Benedetti, Lina Palmerini                                                                     | 28 febbraio 2023  |
| 117 | Schlein attacca: Piantedosi deve dimettersi                                                 | Pier Luigi Bersani, Mariolina Sattanino, Fabrizio Tatarella                                            | 1º marzo 2023     |
| 118 | COVID, processo o caccia alle streghe?                                                      | Francesca Nava, Luca Richeldi, Sandra Zampa, Beppe Severgnini                                          | 2 marzo 2023      |
| 119 | Gli inciampi del governo e il fattore Schlein                                               | Franco Bernabè, Massimo Giannini, Lucio Caracciolo                                                     | 3 marzo 2023      |
| 120 | Impatto Elly Schlein, il PD risale                                                          | Francesca Reggiani, Alessandro Giuli, Massimo Cacciari, Andrea Scanzi                                  | 6 marzo 2023      |
| 121 | Cutro, Meloni e le domande senza risposta                                                   | Nadia Urbinati, Massimo Giannini, Italo Bocchino                                                       | 7 marzo 2023      |
| 122 | Migranti, la destra dagli slogan ai fatti                                                   | Giorgia Serughetti, Marco Travaglio, Luigi Scordamaglia, Stefano Zurlo                                 | 8 marzo 2023      |
| 123 | Immigrazione, Meloni e PD: parla Elly Schlein                                               | Beppe Severgnini, Elly Schlein                                                                         | 9 marzo 2023      |
| 124 | La caccia agli scafisti tra fatti e propaganda                                              | Brunella Bolloli, Tomaso Montanari, Lucio Caracciolo, Stefano Feltri                                   | 10 marzo 2023     |
| 125 | Migranti, Meloni: "Ho la coscienza a posto"                                                 | Monica Guerzoni, Alessandro Sallusti, Andrea Scanzi, Amalia Ercoli Finzi                               | 13 marzo 2023     |
| 126 | Diritti e migranti, duello Schlein-Meloni                                                   | Michela Di Biase, Cathy La Torre, Alessandro De Angelis, Italo Bocchino                                | 14 marzo 2023     |
| 127 | C'è Elly Schlein, è finita la pacchia?                                                      | Chiara Braga, Lina Palmerini, Brunella Bolloli, Marco Travaglio                                        | 15 marzo 2023     |
| 128 | Tasse, la "rivoluzione" di Giorgia Meloni                                                   | Gianna Fracassi, Francesco Specchia, Stefano Feltri, Antonio Padellaro                                 | 16 marzo 2023     |
| 129 | Francesca Pascale, in piazza per i diritti (1ª parte) Meloni nella tana del lupo (2ª parte) | Franco Bernabè, Massimo Giannini, Nadia Urbinati, Francesca Pascale                                    | 17 marzo 2023     |
| 130 | Diritti e tasse, dov'è la destra moderata?                                                  | Silvia Sciorilli Borrelli, Marco Travaglio, Giovanni Floris, Alessandro Giuli, Caterina Balivo         | 20 marzo 2023     |
| 131 | Meloni: l'opposizione danneggia la nazione                                                  | Flavia Giacobbe, Massimo Giannini, Aldo Cazzullo, Stefano Massini                                      | 21 marzo 2023     |
| 132 | Calunnie, armi e Mosè: lo show di Giorgia Meloni                                            | Brunella Bolloli, Massimo Giannini, Beppe Severgnini, Fabio Volo                                       | 22 marzo 2023     |
| 133 | Migranti, madri, gay: le battaglie della destra                                             | Mariolina Sattanino, Italo Bocchino, Rosi Braidotti, Andrea Scanzi                                     | 23 marzo 2023     |
| 134 | Meloni: tregua in Europa, battaglia in Italia                                               | Francesca Pascale, Alessandro Sallusti, Pino Corrias, Alessandro De Angelis                            | 24 marzo 2023     |
| 135 | L'immigrazione e i nemici del governo                                                       | Flavia Perina, Antonio Padellaro, Stefano Feltri, Brunella Bolloli                                     | 27 marzo 2023     |
| 136 | Bollette e appalti, la ricetta Meloni-Salvini                                               | Pier Luigi Bersani, Mariolina Sattanino, Italo Bocchino                                                | 28 marzo 2023     |
| 137 | Meloni, le imprese e l'Italia: parla Della Valle                                            | Diego Della Valle, Marco Travaglio, Massimo Cacciari                                                   | 29 marzo 2023     |
| 138 | Appalti, la Lega contro l'anticorruzione                                                    | Giuseppe Busia, Brunella Bolloli, Gianrico Carofiglio, Massimo Giannini                                | 30 marzo 2023     |
| 139 | La destra inciampa di nuovo sul fascismo                                                    | Anna Falcone, Ezio Mauro, Lilian Thuram, Francesco Specchia                                            | 31 marzo 2023     |
| 140 | Meloni: nessun rischio sul PNRR                                                             | Lina Palmerini, Fabrizio Barca, Lucio Caracciolo, Francesco Specchia                                   | 3 aprile 2023     |
| 141 | "Wow, mi arrestano davvero"                                                                 | Nadia Urbinati, Marco Travaglio, Italo Bocchino                                                        | 4 aprile 2023     |
| 142 | "Silvio una roccia, ce la farà anche stavolta"                                              | Stefano Feltri, Stefano Zurlo, Andrea Scanzi, Mariolina Sattanino                                      | 5 aprile 2023     |
| 143 | Berlusconi tra bollettini, voci e telefonate                                                | Silvia Sciorilli Borrelli, Alessandro Sallusti, Pino Corrias, Alessandro De Angelis                    | 6 aprile 2023     |
| 144 | Elly Schlein: saremo un problema per Meloni                                                 | Evelina Christillin, Alessandro Zan, Massimo Giannini, Edoardo Sylos Labini                            | 7 aprile 2023     |
| 145 | Renzi-Calenda, ne resterà solo uno                                                          | Lina Palmerini, Massimo Cacciari, Marco Travaglio                                                      | 11 aprile 2023    |
| 146 | Meloni, Schlein, guerra: parla Prodi                                                        | Romano Prodi, Giovanna Pancheri, Stefano Feltri                                                        | 12 aprile 2023    |
| 147 | Calenda-Renzi, divorzio con insulti                                                         | Carlo Calenda, Alessandro De Angelis, Beppe Severgnini                                                 | 13 aprile 2023    |
| 148 | Migranti: "Tornano i decreti Salvini"                                                       | Alessandra Pasini, Tomaso Montanari, Massimo Giannini, Alessandro Giuli                                | 14 aprile 2023    |
| 149 | Migranti: destra all'attacco, PD in rivolta                                                 | Chiara Gribaudo, Andrea Scanzi, Lucio Caracciolo, Italo Bocchino                                       | 17 aprile 2023    |
| 150 | "Sostituzione etnica", bufera sulla destra                                                  | Anna Falcone, Brunella Bolloli, Marco Travaglio                                                        | 18 aprile 2023    |
| 151 | Pace, destra, informazione: parla Santoro                                                   | Michele Santoro, Silvia Sciorilli Borrelli                                                             | 19 aprile 2023    |
| 152 | La satira al tempo di Giorgia Meloni                                                        | Rosi Braidotti, Francesco Specchia, Federico Palmaroli, Antonio Padellaro, Alessandro De Angelis       | 20 aprile 2023    |
| 153 | La politica tra fascismo e vignette                                                         | Franco Bernabè, Lina Palmerini, Massimo Giannini                                                       | 21 aprile 2023    |
| 154 | Il 25 aprile e la ritrosia della destra                                                     | Michela Ponzani, Alessandro Giuli, Francesca Schianchi, Andrea Scanzi                                  | 24 aprile 2023    |
| 155 | "Ora e sempre resistenza"                                                                   | Nadia Urbinati, Franco Cardini, Ezio Mauro                                                             | 25 aprile 2023    |
| 156 | Giorgia Meloni fra guerra e resistenza                                                      | Pier Luigi Bersani, Flavia Perina, Marco Travaglio                                                     | 26 aprile 2023    |
| 157 | Il "brutto scivolone" di Giorgia Meloni                                                     | Mariolina Sattanino, Luca Josi, Pino Corrias, Italo Bocchino                                           | 27 aprile 2023    |
| 158 | Armonia a destra, armocromia a sinistra                                                     | Chiara Gribaudo, Brunella Bolloli, Giuliano Guida Bardi, Stefano Feltri                                | 28 aprile 2023    |
| 159 | Giorgia Meloni e la sfida al primo maggio                                                   | Gianna Fracassi, Massimo Cacciari, Beppe Severgnini, Alessandro Sallusti                               | 1º maggio 2023    |
| 160 | Giorgia Meloni, meno tasse e niente domande                                                 | Monica Guerzoni, Emma Ruzzon, Marco Travaglio, Stefano Zurlo                                           | 2 maggio 2023     |
| 161 | Lavoro e comunicazione, l'impronta Meloni                                                   | Mariolina Sattanino, Stefano Massini, Italo Bocchino, Lucio Caracciolo                                 | 3 maggio 2023     |
| 162 | Parigi: "Meloni incapace a gestire i migranti"                                              | Mariolina Sattanino, Alessandro De Angelis, Tomaso Montanari, Francesco Specchia                       | 4 maggio 2023     |
| 163 | Santoro e l'Italia che dice no                                                              | Michele Santoro, Chloe Bertini, Massimo Giannini, Emiliano Brancaccio                                  | 5 maggio 2023     |
| 164 | Rai e presidenzialismo: l'assalto di Giorgia Meloni                                         | Brunella Bolloli, Marco Tarquinio, Luca Telese, Andrea Scanzi                                          | 8 maggio 2023     |
| 165 | Presidenzialismo, qual è il piano di Giorgia Meloni?                                        | Alessandro De Angelis, Michela Ponzani, Italo Bocchino, Corrado Formigli                               | 9 maggio 2023     |
| 166 | La destra, l'Europa e il modello Meloni                                                     | Lina Palmerini, Marco Travaglio, Alessandro Sallusti                                                   | 10 maggio 2023    |
| 167 | Giorgia Meloni fra nomine e tende                                                           | Letizia Moratti, Massimo Cacciari, Massimo Giannini                                                    | 11 maggio 2023    |
| 168 | Meloni e lo spoil system: para Tridico                                                      | Nadia Urbinati, Pasquale Tridico, Beppe Severgnini, Lucio Caracciolo                                   | 12 maggio 2023    |
| 169 | Fazio, la destra e "la politica ingorda"                                                    | Flavia Perina, Luca Josi, Antonio Padellaro, Francesco Specchia                                        | 15 maggio 2023    |
| 170 | Meloni - Schlein, chi ha vinto davvero?                                                     | Brunella Bolloli, Marco Travaglio, Gianrico Carofiglio                                                 | 16 maggio 2023    |
| 171 | Meloni: alluvione, G7 e "affari di famiglia"                                                | Silvia Sciorilli Borrelli, Paolo Mieli, Emiliano Fittipaldi, Alessandro Giuli                          | 17 maggio 2023    |
| 172 | Giorgia Meloni fra emergenze e nemici                                                       | Donatella Di Cesare, Elisabetta Piccolotti, Aldo Cazzullo, Italo Bocchino                              | 18 maggio 2023    |
| 173 | Emilia-Romagna e Meloni: parla Bersani                                                      | Pier Luigi Bersani, Anna Falcone, Massimo Giannini, Alessandro Sallusti                                | 19 maggio 2023    |
| 174 | La destra e il saloon del libro                                                             | Franco Bernabè, Lina Palmerini, Alessandro Giuli, Nicola Lagioia                                       | 22 maggio 2023    |
| 175 | Commissione antimafia, una pagina nera?                                                     | Monica Guerzoni, Antonio Padellaro, Italo Bocchino, Salvatore Borsellino                               | 23 maggio 2023    |
| 176 | Destra: il governo di oggi, gli amici di ieri                                               | Brunella Bolloli, Andrea Scanzi, Andrea Palladino, Paolo Mieli                                         | 24 maggio 2023    |
| 177 | Tele-Meloni e l'Italia di destra                                                            | Giovanna Vitale, Roberto Zaccaria, Marco Travaglio, Francesco Specchia                                 | 25 maggio 2023    |
| 178 | Giovanni Grasso, il portavoce                                                               | Giovanni Grasso, Nadia Urbinati, Lucio Caracciolo, Alessandro De Angelis                               | 26 maggio 2023    |
| 179 | Trionfo Meloni, sconfitta Schlein                                                           | Lina Palmerini, Antonio Padellaro, Massimo Cacciari, Alessandro Sallusti                               | 29 maggio 2023    |
| 180 | L'ondata Meloni e la fatica di Schlein                                                      | Mariolina Sattanino, Tomaso Montanari, Beppe Severgnini, Stefano Zurlo                                 | 30 maggio 2023    |
| 181 | Elly Schlein: abbiamo solo cominciato                                                       | Pier Luigi Bersani, Alessandra Tarquini, Marco Travaglio                                               | 31 maggio 2023    |
| 182 | La politica fra armi e femminicidi                                                          | Rosi Braidotti, Andrea Scanzi, Paolo Mieli, Italo Bocchino                                             | 1º giugno 2023    |
| 183 | Giorgia Meloni fra parate e polemiche                                                       | Monica Guerzoni, Stefano Massini, Stefano Feltri, Alessandro Sallusti                                  | 2 giugno 2023     |
| 184 | Ambiente, diritti e controlli: destra all'attacco                                           | Federico Marchetti, Annalisa Cuzzocrea, Antonio Padellaro, Francesco Specchia                          | 5 giugno 2023     |
| 185 | La forza di Giorgia Meloni e i tormenti dei 5 Stelle                                        | Chiara Appendino, Aldo Cazzullo, Lucio Caracciolo, Brunella Bolloli                                    | 6 giugno 2023     |
| 186 | La legge è uguale per tutti, il garantismo no                                               | Anna Falcone, Lina Palmerini, Italo Bocchino, Andrea Scanzi                                            | 7 giugno 2023     |
| 187 | Dall'effetto Schlein al bersaglio Schlein                                                   | Jasmine Cristallo, Alessandro De Angelis, Brunella Bolloli, Marco Travaglio                            | 8 giugno 2023     |
| 188 | Giorgia Meloni fra nuovi e vecchi amici                                                     | Giorgia Serughetti, Paolo Mieli, Luca Telese, Alessandro Sallusti                                      | 9 giugno 2023     |
| 189 | Silvio Berlusconi, una storia italiana                                                      | Letizia Moratti, Michele Santoro, Ezio Mauro, Marco Travaglio, Pier Luigi Bersani, Alessandro Sallusti | 12 giugno 2023    |
| 190 | Il lutto nazionale e il giudizio del mondo                                                  | John Micklethwait, Marco Travaglio, Beppe Severgnini, Stefania Craxi                                   | 13 giugno 2023    |
| 191 | L'eredità di Silvio Berlusconi                                                              | Monica Guerzoni, Lucio Caracciolo, Pino Corrias, Francesco Specchia                                    | 14 giugno 2023    |
| 192 | "I magistrati non devono criticare le leggi"                                                | Evelina Christillin, Massimo Giannini, Italo Bocchino, Gianrico Carofiglio                             | 15 giugno 2023    |
| 193 | L'ultimo record di Silvio Berlusconi                                                        | Silvia Sciorilli Borrelli, Alessandro Giuli, Antonio Padellaro, Alessandro De Angelis                  | 16 giugno 2023    |
| 194 | Schlein: basta divisioni, l'avversario è la destra                                          | Lina Palmerini, Luca Josi, Francesco Specchia, Francesco Boccia                                        | 19 giugno 2023    |
| 195 | Meloni, Schlein e Berlusconi: parla Conte                                                   | Giuseppe Conte, Aldo Cazzullo                                                                          | 20 giugno 2023    |
| 196 | Il governo tra incidenti e provocazioni                                                     | Mariolina Sattanino, Italo Bocchino, Alessandro De Angelis, Andrea Scanzi                              | 21 giugno 2023    |
| 197 | Meloni fra litigi e rinvii: che succede?                                                    | Nadia Urbinati, Franco Bernabè, Giovanni Floris                                                        | 22 giugno 2023    |
| 198 | Meloni-Salvini, cresce il nervosismo                                                        | Brunella Bolloli, Massimo Cacciari, Marco Travaglio, Massimo Giannini                                  | 23 giugno 2023    |
| 199 | Droga, la sfuriata di Giorgia Meloni                                                        | Anna Falcone, Massimo Giannini, Lucio Caracciolo, Alessandro Sallusti                                  | 26 giugno 2023    |
| 200 | Giorgia Meloni, un po' Draghi e un po' ultradestra                                          | Pier Luigi Bersani, Lina Palmerini, Beppe Severgnini, Francesco Specchia                               | 27 giugno 2023    |
| 201 | Meloni, guerra, Santanchè: parla Crosetto                                                   | Guido Crosetto, Monica Guerzoni, Alessandro De Angelis                                                 | 28 giugno 2023    |
| 202 | Putin, NATO e armi: la versione di Kiev                                                     | Dmytro Kuleba, Lucio Caracciolo, Marco Travaglio                                                       | 29 giugno 2023    |
| 203 | Meloni, i sovranisti e l'Europa à la carte                                                  | Silvia Sciorilli Borrelli, Mauro Mazza, Paolo Mieli, Andrea Scanzi                                     | 30 giugno 2023    |